# Három kör elmélet
A három kör elmélet a brit világhatalom fenntartásáról szőtt utolsó teória, a második világháborút közvetlenül követő évekből, amely Winston Churchill nevéhez kötődött.
Az elmélet tévesnek bizonyult, de megalapozta a Királyság viszonylagos különállását az európai kontinenstől. Ugyanakkor az Egyesült Királyság mint az Egyesült Államok és Európa közti híd gondolata a három kör elmélethez vezethető vissza.
Az Egyesült Királyság az Amerikai Egyesült Államokkal és a Szovjetunióval szövetségben megnyerte a Németország és szövetségesei, a tengelyhatalmak elleni háborút, de kivérezve, legyengülve és romokban álló gazdasággal került ki a konfliktusból, miközben mindkét nagy szövetségese megerősödött.
Churchill, aki a Királyság miniszterelnöke volt a háborús erőfeszítések idején, de villámgyorsan megbukott a háború után, a három kör elméletére alapozta, hogy országa megtarthatja helyét a világhatalmak között. 1951-ben lett ismét miniszterelnök (1955-ig), de a közben eltelt időszakban sem hagyott fel a politizálással és gyakran nyilatkozott külpolitikai kérdésekről, nagy figyelem mellett.

## A három kör
Az elmélet szerint, amelyet Churchill a Konzervatív Párt 1948-as konferenciáján adott elő, Nagy-Britannia három nagy befolyási kör metszéspontjában helyezkedik el: az egyik az Egyesült Államok, a másik Európa és a harmadik a Brit Nemzetközösség, amit Churchill szívesen nevezett Brit Birodalomnak (a Szovjetunió ebből a felosztásban a három kör ellenpólusaként szerepelt). Az angolok ebben a konfigurációban csaknem paritásban állnak az Egyesült Államokkal, mivel Anglia nem önmagában áll, hanem egy világbirodalom központja.
Churchill már 1948 előtt is az elmélet alapján politizált. A teória politikára váltásának egyik első lépése lehetett híres fultoni beszéde, amelyet sokan a hidegháború nyitányának tekintenek. 
Churchill, a háború nagy taktikusa azonban e nagy világstratégiai kérdésekben rossz jósnak bizonyult, mivel figyelmen kívül hagyott néhány olyan, Anglia számára hátrányos világfolyamatot, amelyek a kétpólusú világrend kialakulásához és a brit szerep leértékelődéséhez vezettek. Ezek a folyamatok már a háború utáni évtizedben világossá tették, hogy a három kör elmélete és egy ezen nyugvó brit politika illúzió.

## A gyarmatok és Szuez
Az egyik fontos ilyen folyamat a gyarmati rendszer felbomlása volt, ami egyet jelentett a brit világbirodalom felbomlásával is.
A második világháború utáni korszak eseményei közül talán az 1956-os szuezi válság volt az, amely leginkább kijózanítólag hathatott a brit nagyhatalami illúziókat és az USA-hoz való viszonyt illetően: a britek, a franciák és Izrael együttesen elfoglalták ugyan a Szuezi-csatornát, de sikerből politikai vereség lett: fel kellett adniuk a megszállt területeket az Egyesült Államok nyomására, amely egyrészt attól félt, hogy a Szovjetunió beavatkozik Egyiptom oldalán, másrészt kommunikációs csapdába került a szuezi válsággal egyidőben zajló magyar 1956-os forradalom miatt. (Elítélte a szovjetek beavatkozását Magyarországon, miközben saját szövetségesei beavatkoztak egy másik független országban.) 

## Speciális brit státusz
Részben a három kör elmélet (részben a britek hagyományos európai különállása) az eredete az Egyesült Királyság mai különleges, az önállóság elemeit őrző politikájának az Európai Unión belül is. 1940-ben, a német szorítás alatt Churchill még állandó uniót ajánlott Franciaországnak. Guy Mollet francia miniszterelnök (1956–1957) felmelegítette ezt az ötletet, de az angolok már nem mutattak érdeklődést. Az ezt megelőző években az önálló hatalma álmait őrző Egyesült Királyság pártolta az európai integrációt, de maga jórészt kimaradt belőle, a franciákra és a németekre hagyva az integrációs mag kialakítását. Churchill 1951-ben visszautasította, hogy országa csatlakozzék az Európai Szén- és Vasközösséghez (az Európai Közösség és az Európai Unió elődjéhez): támogatta az integrációt (sőt, 1946 szeptemberében egy Zürichben elmondott beszédben talán ő volt az első, aki „Európai Egyesült Államok" szükségességéről beszélt), saját országát azonban önállóságát őrzőnek gondolta el.

## Tony Blair
Tony Blair miniszterelnök (1997–2007) külpolitikájáról gyakran mondták, hogy az a churchilli három kör elmélet újraélesztésére tett kísérletet a 20. század végére előállt világpolitikai viszonyokhoz alkalmazva.

## Mitterand körei
A három egymást metsző kör modelljét Churchill 1953-ban Konrad Adenauer német kancellárnak is lerajzolta egy étlap hátuljára.
1990-ben François Mitterand is lerajzolta a maga köreit egy találkozón Helmut Kohl német kancellárnak, ezek azonban másképp fedték egymást, mint Churcill körei. Mitterand körei koncentrikusan helyezkedtek el: a legbelső kör volt Franciaország és Németország, körülöttük az akkori Európai Közösség köre, a harmadik, legnagyobb kör pedig az európai kontinens volt.

## Külső hivatkozások
- Vernon Bogdanor: Why Churchill saw himself as a failure
- Anne Deighton: The Foreign Policy of British Prime Minister Tony Blair – Radical or Retrograde[halott link]